# خطوط أدريا الجوية
خطوط أدريا الجوية (بالإنجليزية: Slovenia Airlines - Adria Airways)‏ هي شركة الطيران الوطنية السلوفينية، تتخذ من مطار ليوبليانا الدولي مركزاً لعملياتها بالإضافة إلى مراكزها الأخرى في مطار وودج فلاديسلاف ريمونت ومطار تيرانا الدولي ومطار بريشتينا الدولي ويقع المقر الرئيسي للشركة في بلدة زيدجورنجي السلوفينية، تعد شركة الخطوط الجوية السلوفينية خامس أكبر ناقل جوي في العالم من حيث عدد الركاب[بحاجة لمصدر]، تقدم الخطوط الجوية السلوفينية خدماتها لأكثر من 22 وجهة في أفريقيا وأوروبا وآسيا، تعد الخطوط الجوية السلوفينية عضو في تحالف ستار.[بحاجة لمصدر]

## الأسطول
| الطائرات                   | في الخدمة | الأوامر | الركاب | الملاحظات         |
| -------------------------- | --------- | ------- | ------ | ----------------- |
| إيرباص إيه 319-100         | 3         | 0       | 286    |                   |
| بومباردييه سي آر جيه 200LR | 1         | 0       | 48     | تابعة لتحالف ستار |
| بومباردييه سي آر جيه 700ER | 2         | 0       | 70     |                   |
| بومباردييه سي آر جيه 900LR | 4         | 0       | 70     |                   |
| بومباردييه سي آر جيه 900ER | 6         | 0       | 70     |                   |
| العدد الإجمالي             | 16        | 0       | 574    | 1                 |

## أحداث وحوادث
- 19 مارس 1972: تحطمت مصر للطيران الرحلة 763 من طراز ماكدونل دوغلاس دي سي 9-32 في جبل شمسان بمدينة عدن باليمن وقد قتل جميع الركاب والطاقم البالغ عددهم 42 شخصا وكانت تديرها مصر للطيران بالنيابة عن خطوط أدريا الجوية وأكد أن سبب الحادث هو خطأ الطيار
- 10 سبتمبر 1976: اصطدمت خطوط أدريا الجوية الرحلة 550 من طراز ماكدونل دوغلاس دي سي-9-32 بطائرة هوكر سايدلي ترايدنت التابعة للخطوط الجوية البريطانية الرحلة 476 قرب زغرب وقد قتل جميع ركاب وطاقم الطائرتين البالغ 176 شخصا وأكد أن سبب الحادث هو خطأ المراقبة الجوية.
- 14 يناير 2000 :طائرة بومباردييه سي آر جيه 200ER التابعة لخطوط أدريا الجوية الرحلة 701 (رقم التسجيل: S5-AAJ) كانت تحمل علي متنها 38 راكبا و 4 من أفراد الطاقم كانت متجهة من مطار ليوبليانا الدولي إلي مطار لندن هيثرو وبينما كانت تحلق وردها إنذار بوجود حريق فهبطت هبوط طارئ في مطار زيورخ الدولي وأكد أن الإنذار كاذب بسبب ذبذبات الهاتف الخلوي .